# جون فيلبوت كوران
جون فيلبوت كوران، (بالانجليزية: John Philpot Curran) (من مواليد 24 يوليو عام 1750 - 14 أكتوبر عام 1817)، خطيب وسياسي ومحامي أيرلندي اشتُهر بتوظيف مهاراته في الدفاع عن الحرية المدنية والسياسية. نال إشادة شعبية لأول مرة في عام 1780 باعتباره المحامي الوحيد في دائرته الراغب في تمثيل كاهن كاثوليكي تحت رعاية اللورد الأنجلو أيرلندي. في تسعينيات القرن الثامن عشر، تم الاحتفال به كبطل للتحرر والإصلاح الكاثوليكي في البرلمان الأيرلندي وكمحامي دفاع في المحكمة عن الأيرلنديين المتحدين الذين يواجهون اتهامات بالتحريض على الفتنة والخيانة. كان صريحًا جدًا في معارضته لدمج أيرلندا إلى المملكة المتحدة.
حظيت خطابات كوران أمام المحكمة القضائية بإعجاب واسع النطاق. كان اللورد بايرون يقول عن كوران، «لقد سمعت هذا الرجل يحكي شعرًا أكثر مما قرأت». وصفه كارل ماركس بأنه أعظم «مدافع عن الشعب» في القرن الثامن عشر.

## ناشط لقضايا التحرر والإصلاح في البرلمان
ترشح كوران كعضو في برلمان كيلبيغان في عام 1783. بعد ذلك قام بتمثيل راثكورماك بين عامي 1790 و 1798، ثم خدم بعد ذلك في باناغر من عام 1800 حتى سنّ قانون الاتحاد في عام 1801.
دخل كوران مجلس العموم الأيرلندي في أعقاب «ثورة 1782». مع تجريد قواتها من أيرلندا للخدمة في الحرب الأمريكية، تعرضت الحكومة البريطانية للترهيب على يد حركة المتطوعين الأيرلندية لإلزامها على التنازل عن حق البرلمان البريطاني في التشريع لأيرلندا. في أول خطاب رئيسي له في مجلس العموم الأيرلندي، أيّد كوران محاولة هنري فلود بالاعتماد على نجاح حركة المتطوعين في تأمين الاستقلال التشريعي مع الإصلاح البرلماني. اقترح فلود إلغاء «ترشيح البلديات» التي سمحت للأرستقراطية، الجالسة بالفعل في مجلس اللوردات، بترشيح ثلثي مجلس العموم الأيرلندي والسيطرة عليه. عندما أكد اللوردات البروتستانت، الواثقين من عودة حامية بريطانية من أمريكا وتقديرهم لخدمات الحكومة التي تم الاستغناء عنها بحرية، على ثقتهم في «الدستور» الحالي، تم إقناع كوران بالحاجة إلى النظر إلى الأغلبية الكاثوليكية المضطهدة تمامًا داخل المملكة.
في خطابه في الذكرى العاشرة لثورة عام 1782، نسب كوران الفضل في تحقيق الاستقلال التشريعي إلى «اتحاد جزئي» بين البروتستانت و «مواطنيهم» الكاثوليك. وافق الوطنيون على دعم الكاثوليك، لكن رفضوا «العدالة أو الامتنان للسماح لهم بمشاركة ثمار النصر»، الأمر الذي سمح لهم «بالانتكاس إلى ضآلتهم واكتئابهم السابقين». كانت النتيجة تشكيل برلمان أيرلندي «تحت أقدام الوزير البريطاني» مثلما كان عندما كان تابعًا رسميًا لوستمنستر.

اعتُبر هذا أساس مقالة وولف تون تحت عنوان جدال بالنيابة عن كاثوليك أيرلندا (1791): بدون التحرر الكامل الذي من شأنه أن يسمح للكاثوليك بالعمل في اتحاد حقيقي مع البروتستانت، سيستمر الصعود في تحريف أيرلندا وإخضاع مصالحها لمصالح إنجلترا. أصر كوران على أنه كان سؤالًا وليس مجرد «معاناة الكاثوليك أو ارتياحهم»:
لا يمكن أن تستمر الحرية الجزئية طويلًا... اغتراب 3 ملايين من شعبنا والخنوع والفساد في ما بقى... ستكون النتيجة الحتمية هي الاتحاد مع بريطانيا العظمى. وإذا كان أي شخص يرغب في معرفة كيف سيصبح الأمر، فسأخبره. سوف يهاجر كل رجل ذي أهمية من أيرلندا؛ وسوف تتم مشاركة ضرائب بريطانية بدون تجارة بريطانية؛ سيكون انقراض الاسم الأيرلندي كشعب.
بعد جمعه مع معارضة اليميني الوطني لهنري جراتان، وهو صديق شخصي، ضغط كوران على قضية التحرر الكاثوليكي. بعد تمديد الحق المحدود في التصويت في عام 1795، (بضغط من لندن)، تم التركيز على إزالة شريط الأسرار للكاثوليك الجالسين في البرلمان وتولي مناصب عامة. في حالة حرب مع فرنسا الجمهورية، واقتناعًا منها بأنها فعلت ما بوسعها لتأمين ولاء الكاثوليك الأكثر ثراءً وأساقفتهم، قمعت الحكومة المزيد من التحريض. في فبراير عام 1796، احتج كوران على مشروع قانون التمرد، الذي يخول القضاة أمر النقل، باعتباره «مشروع قانون لصالح الأغنياء ضد الفقراء».
ما هو مشروع القانون الذي يضع حرية الرجل الفقير، الذي ليس لديه وسيلة مرئية للعيش سوى العمل، في تقدير القضاة؟ في أيرلندا، حيث الفقر عام، فإنه يشكل الفقر كجريمة. لذلك، دع أغنياء أيرلندا يخشون عندما يسنون قانونًا ضد الفقر، خشية أن يسن الفقر قانونًا مضادًا ضد الثروات.
في أكتوبر عام 1796، أيد كوران اقتراح جراتان في مواجهة الغزو الفرنسي المتوقع بقوله إن الدفاع عن المملكة يمكن ضمانه على أفضل وجه من خلال التشريع لضمان «موافقات وامتيازات الدستور دون تمييز ديني». في 15 مايو من عام 1797، أيد أيضًا اقتراح ويليام بونسونبي للإصلاح الشامل. بمجرد رفض هذا الجهد الأخير للمعارضة الدستورية للحصول على سياسة تصالحية من الحكومة، انسحب كوران وزملاؤه من مجلس العموم وتوقفوا عن حضور مناقشاته حتى تأجيل البرلمان في 3 يوليو.